# Zbigniew Bródka
Zbigniew Marcin Bródka (ur. 8 października 1984 w Głownie) – polski panczenista, mistrz olimpijski, specjalizujący się na dystansie 1500 m, olimpijczyk. Pierwszy Polak, który zdobył Puchar Świata w łyżwiarstwie szybkim (na dystansie 1500 m) oraz mistrzostwo olimpijskie na tym dystansie.
Mistrz olimpijski na dystansie 1500 metrów w 2014 roku w Soczi oraz brązowy medalista w wyścigu drużynowym razem z Janem Szymańskim oraz Konradem Niedźwiedzkim, i brązowy medalista mistrzostw świata w wyścigu drużynowym w 2013 roku w Soczi. Kilkunastokrotny mistrz Polski, zarówno na krótkim, jak i długim torze.
Jest absolwentem wychowania fizycznego i fizjoterapii na Politechnice Opolskiej oraz specjalizacji trenerskiej w Akademii Wychowania Fizycznego w Krakowie. Zawodowo jest strażakiem pełniącym służbę w Komendzie Powiatowej PSP w Łowiczu. Ukończył Centralną Szkołę Państwowej Straży Pożarnej w Częstochowie.
Przygodę z łyżwami zaczynał od short-tracku w UKS Błyskawica Domaniewice. W latach 2004–2005 podczas studiów reprezentował barwy AZS Politechnika Opole. W roku 2006 był jednym z kandydatów do wyjazdu na igrzyska olimpijskie do Turynu, jednak kontuzja wykluczyła go ze startu. Nie wystartował również w mistrzostwach Europy, które odbywały się w Krynicy-Zdroju. Do ścigania wrócił w marcu 2006. W pierwszym starcie po kontuzji wywalczył 5 złotych medali mistrzostw Polski, wygrywając w wieloboju. Rok później ponownie był najlepszy w klasyfikacji wielobojowej mistrzostw Polski w Białymstoku. W 2007 w biegu na 500 m wygrał, mimo iż na kilkanaście metrów przed metą zajmował 4 pozycję.
Największe sportowe sukcesy w short tracku odniósł w 2005 w mistrzostwach Europy w Turynie, zajmując m.in. 8. miejsce na 1500 m oraz 9. miejsce na 500 m oraz na uniwersjadzie w Innsbrucku.
Na długim torze trenuje od 2008, ponownie jako zawodnik UKS Błyskawica Domaniewice.
W Mistrzostwach Polski w 2009 zajął 5. miejsce (Zakopane), w 2010 zajął 1. miejsce (Zakopane), w 2011 roku zajął 15. miejsce (Warszawa) – po pierwszym dniu Bródka zajmował 3. miejsce, ale drugiego dnia rywalizacji na dystansie 1500 m zaliczył upadek i wycofał się z rywalizacji przed ostatnią konkurencją 10 000 m, w 2012 roku (Tomaszów Mazowiecki) zajął 3. miejsce. W 2013 roku (Tomaszów Mazowiecki) zajął 1. miejsce, pokonując Jana Szymańskiego (2.) oraz Rolanda Cieślaka (3.).
Został członkiem honorowego komitetu poparcia Bronisława Komorowskiego przed wyborami prezydenckimi w Polsce w 2015 roku.

## Igrzyska olimpijskie

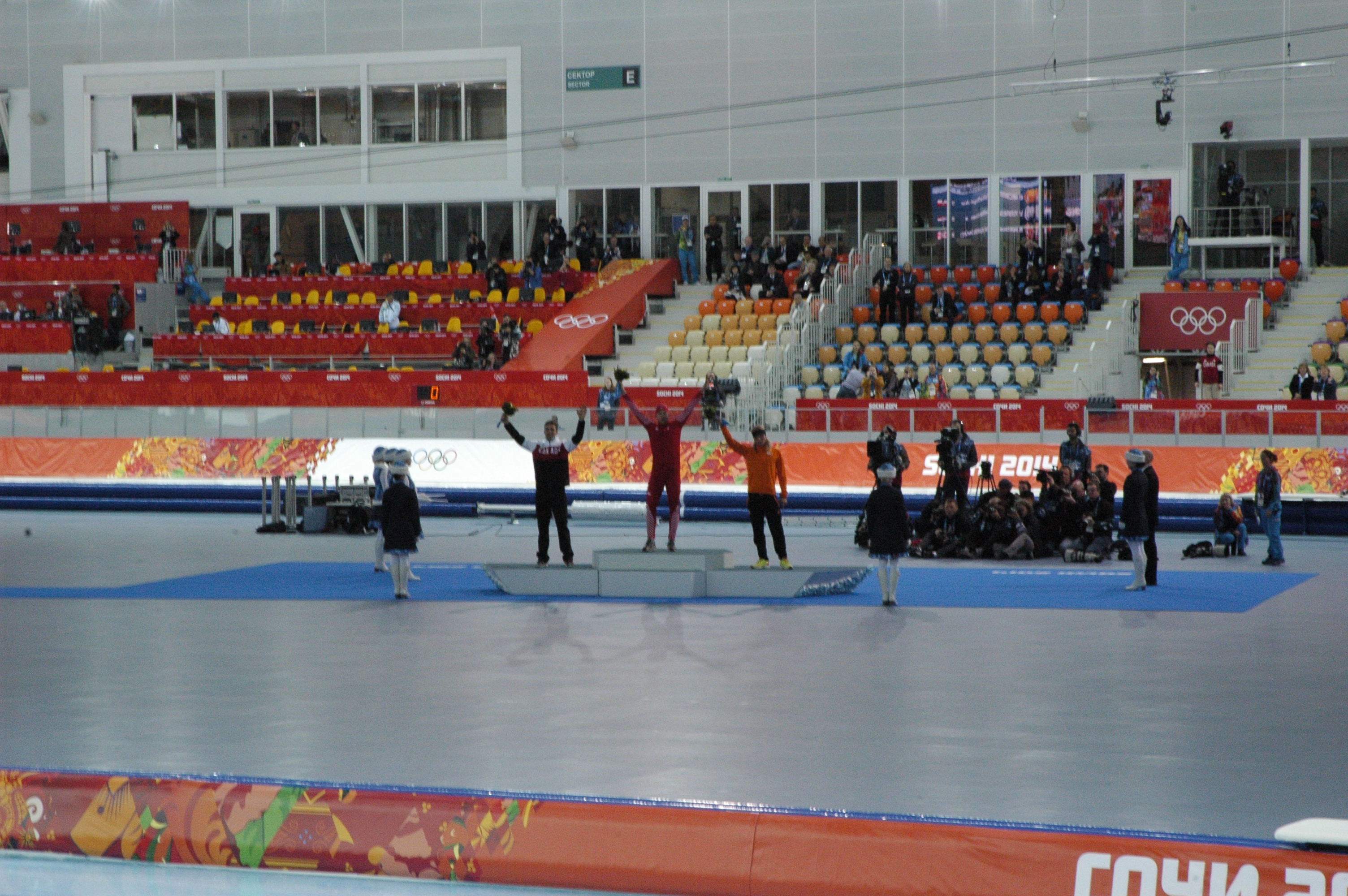
ZIO Soczi 2014 – Podium biegu na 1500 metrów

W 2010 startował na igrzyskach w Vancouver. W biegu na 1500 metrów zajął 27. miejsce z wynikiem 1:49,45.
W 2014 startował na igrzyskach w Soczi. W swoim pierwszym starcie w Soczi, w biegu na 1000 metrów, który się odbył 12 lutego, zajął 14. miejsce. 15 lutego w biegu na 1500 metrów zajął 1. miejsce z wynikiem 1:45,006. Srebro zdobył Holender Koen Verweij, który przegrał z Polakiem o 0,003 s. Biorąc pod uwagę średnią prędkość osiągniętą przez zawodników, Polak wyprzedził Holendra o odległość wynoszącą zaledwie 4,3 cm. Dzięki temu zwycięstwu Zbigniew Bródka został pierwszym polskim panczenistą, który został medalistą olimpijskim oraz pierwszym polskim mistrzem olimpijskim w tej dyscyplinie (przed nim medale w łyżwiarstwie szybkim dla Polski zdobywały kobiety, żadna jednak nie została mistrzynią olimpijską). Wystartował również w biegu drużynowym wraz z Konradem Niedźwiedzkim i Janem Szymańskim. 21 lutego w ćwierćfinale biegu drużynowym mężczyzn Polacy okazali się szybsi od Norwegów o 0,41 s. W półfinałowym biegu, który odbył się tego samego dnia, przegrali z Holandią różnicą 11,29 s. 22 lutego w biegu o brązowy medal Polacy okazał się szybsi od Kanadyjczyków, wyprzedzając ich o 2,33 s. Tym samym Bródka zdobył drugi na tych igrzyskach medal olimpijski.

## Wielobojowe mistrzostwa Europy
W 2010 (Hamar) w klasyfikacji ogólnej zajął 16. miejsce, zajmując na poszczególnych dystansach: 500 m – 10. miejsce, 1500 m – 11. miejsce, 5000 m – 20. miejsce. W 2011 (Collalbo) w klasyfikacji ogólnej zajął 13. miejsce, zajmując na poszczególnych dystansach: 500 m – 8. miejsce, 1500 m – 4. miejsce, 5000 m – 20. miejsce. W 2012 (Budapeszt) w klasyfikacji ogólnej zajął 12. miejsce, zajmując na poszczególnych dystansach: 500 m – 2. miejsce (przegrał jedynie z kolegą z reprezentacji Konradem Niedźwiedzkim o 0,01 s), 1500 m – 7. miejsce, 5000 m – 23. miejsce, 10000 m – 12. miejsce. W 2013 (Heerenveen) w klasyfikacji ogólnej zajął 9. miejsce, zajmując na poszczególnych dystansach: 500 m – 2. miejsce (przegrał jedynie z Konradem Niedźwiedzkim o 0,1 s), 1500 m – 2. miejsce (przegrał jedynie z Konradem Niedźwiedzkim o 0,06 s), 5000 m – 14. miejsce. W 2014 (Hamar) w klasyfikacji ogólnej zajął 10. miejsce, zajmując na poszczególnych dystansach: 500 m – 3. miejsce, 1500 m – 3. miejsce, 5000 m – 15. miejsce. W 2015 (Czelabińsk) nie startował w Mistrzostwach Europy.

## Wielobojowe mistrzostwa świata
W 2010 roku (Heerenveen) w klasyfikacji ogólnej zajął 15. miejsce, zajmując na poszczególnych dystansach: 500 m – 8. miejsce, 1500 m – 13. miejsce, 5000 m – 20. miejsce. W 2011 roku (Calgary) nie startował. W 2012 roku (Moskwa) w klasyfikacji ogólnej zajął 11. miejsce, zajmując na poszczególnych dystansach: 500 m – 1. miejsce, 1500 m – 9. miejsce, 5000 m – 18. miejsce, 10000 m – 11. miejsce. W 2013 r. w Hamar ponownie wygrał 500 m. Na 1500 m był 2 za w Boncolce Bokko. Ogólnie w klasyfikacji generalnej zajął 8. miejsce.

## Mistrzostwa świata na dystansach
W 2011 roku podczas mistrzostw świata na dystansach w biegu na 1500 metrów zajął 19. miejsce. Drużyna, w której startował, zajęła ostatnie, 8. miejsce. W 2012 roku zajął 9. miejsce na dystansie 1500 m (1:47,10) w Heerenveen, tracąc 0,66 s do zwycięzcy. Drużyna, w której startował wspólnie z Konradem Niedźwiedzkim i Janem Szymańskim, tak jak przed rokiem, zajęła 8. miejsce. Mistrzostwa świata na dystansach w 2013 r. odbyły się w Soczi. 21.03.2013 r. Bródka zajął 6. miejsce na dystansie 1500 m (1:47,46). Dzień później na dystansie 1000 m wywalczył 5. miejsce (1:09,45), przegrywając brązowy medal o 0,15 s. Drużyna, w której jechał razem z Janem Szymańskim i Konradem Niedźwiedzkim zajęła 3. miejsce.

## Puchar Świata – indywidualnie

### Miejsca w klasyfikacji generalnej
| Sezon     | Dystans | Dystans | Dystans     | Dystans      |
| Sezon     | 1000 m  | 1500 m  | 5000/10000m | start masowy |
| --------- | ------- | ------- | ----------- | ------------ |
| 2009/2010 | —       | 34.     | —           | —            |
| 2010/2011 | 48.     | 16.     | —           | —            |
| 2011/2012 | —       | 14.     | —           | —            |
| 2012/2013 | 33.     | 1.      | —           | —            |
| 2013/2014 | —       | 4.      | —           | —            |
| 2014/2015 | 30.     | 10.     | 51.         | —            |
| 2015/2016 | —       | 21.     | 51.         | —            |
| 2016/2017 | 29.     | 17.     | —           | —            |
| 2017/2018 | 39.     | 20.     | —           | —            |
| 2018/2019 | 47.     | 18.     | —           | 21.          |
| 2021/2022 | —       | 35.     | —           | 22.          |

### Zwycięstwa w zawodach indywidualnych Pucharu Świata chronologicznie
| Nr | Dzień   | Rok  | Miejscowość | Dystans |
| -- | ------- | ---- | ----------- | ------- |
| 1. | 3 marca | 2013 | Erfurt      | 1500 m  |

### Miejsca na podium w zawodach indywidualnych Pucharu Świata chronologicznie
| Nr | Dzień        | Rok  | Miejscowość         | Dystans      | Miejsce |
| -- | ------------ | ---- | ------------------- | ------------ | ------- |
| 1. | 1 grudnia    | 2012 | Astana              | 1500 m       | 3.      |
| 2. | 10 lutego    | 2013 | Inzell              | 1500 m       | 2.      |
| 3. | 3 marca      | 2013 | Erfurt              | 1500 m       | 1.      |
| 4. | 10 marca     | 2013 | Heerenveen          | 1500 m       | 2.      |
| 5. | 29 listopada | 2013 | Astana              | 1500 m       | 3.      |
| 6. | 6 grudnia    | 2013 | Berlin              | 1500 m       | 2.      |
| 7. | 15 marca     | 2014 | Heerenveen          | 1500 m       | 3.      |
| 8. | 13 listopada | 2021 | Tomaszów Mazowiecki | start masowy | 3.      |

## Puchar Świata – drużyna
Sezon 2010/2011 – Drużyna zajęła 6. miejsce w klasyfikacji ogólnej Pucharu Świata, gromadząc 147 punktów:
- 9. miejsce – Belin (Bródka, Niedźwiedzki, Szymański),
- 7. miejsce – Hamar (Bródka, Niedźwiedzki, Szymański),
- 5. miejsce – Moskwa (Bródka, Niedźwiedzki, Cieślak).

Sezon 2011/2012 – Drużyna zajęła 6. miejsce w klasyfikacji ogólnej Pucharu Świata, gromadząc 141 punktów:
- 8. miejsce – Czelabińsk (Bródka, Niedźwiedzki, Cieślak),
- 4. miejsce – Heerenveen (Bródka, Niedźwiedzki, Cieślak),
- 6. miejsce – Hamar (Bródka, Niedźwiedzki, Szymański).

Sezon 2012/2013 – Drużyna zajęła 5. miejsce w klasyfikacji ogólnej Pucharu Świata (na koncie 150 pkt):
- 7. miejsce – Heerenveen (Bródka, Niedźwiedzki, Szymański),
- 5. miejsce – Astana (Bródka, Niedźwiedzki, Szymański),
- 3. miejsce – Heerenveen (Bródka, Niedźwiedzki, Szymański).

Sezon 2013/2014 – Drużyna zajęła 4. miejsce w klasyfikacji ogólnej Pucharu Świata (na koncie 265 pkt):
- 5. miejsce – Calgary (Bródka, Niedźwiedzki, Szymański),
- 10. miejsce – Astana (Bródka, Niedźwiedzki, Cieślak),
- 3. miejsce – Berlin (Bródka, Niedźwiedzki, Szymański),
- 2. miejsce – Heerenveen (Bródka, Niedźwiedzki, Waś).

Sezon 2014/2015 – Drużyna zajęła 3. miejsce w klasyfikacji ogólnej Pucharu Świata (na koncie 205 pkt):
- 4. miejsce – Obihiro (Bródka, Szymański, Niedźwiedzki),
- 1. miejsce – Berlin (Bródka, Szymański, Niedźwiedzki),
- 6. miejsce – Heerenveen (Bródka, Niedźwiedzki, Szymański).

Sezon 2015/2016 – Drużyna zajęła 3. miejsce w klasyfikacji ogólnej Pucharu Świata (na koncie 279 pkt):
- 4. miejsce – Calgary (Niedźwiedzki, Bródka, Szymański),
- 3. miejsce – Inzell (Niedźwiedzki, Bródka, Szymański),
- 6. miejsce – Heerenveen (Niedźwiedzki, Bródka, Szymański),
- 3. miejsce – Heerenveen (Niedźwiedzki, Bródka, Szymański).

Sezon 2016/2017 – Drużyna zajęła 8. miejsce w klasyfikacji ogólnej Pucharu Świata (na koncie 165 pkt):
- 10. miejsce – Harbin (Bródka, Szymański, Wielgat),
- 9. miejsce – Nagano (Bródka, Szymański, Wielgat),
- 3. miejsce – Nur-Sułtan (Niedźwiedzki, Bródka, Szymański),
- 7. miejsce – Heerenveen (Niedźwiedzki, Bródka, Szymański).

Sezon 2017/2018 – Drużyna zajęła 8. miejsce w klasyfikacji ogólnej Pucharu Świata (na koncie 110 pkt):
- 9. miejsce – Heerenveen (Niedźwiedzki, Bródka, Szymański),
- 6. miejsce – Calgary (Niedźwiedzki, Bródka, Szymański),
- 8. miejsce – Salt Lake City (Niedźwiedzki, Bródka, Szymański).

Sezon 2018/2019 – Drużyna zajęła 10. miejsce w klasyfikacji ogólnej Pucharu Świata (na koncie 186 pkt). Bródka wziął udział w jednym z trzech drużynowych startów przewidzianych na ten sezon (w Tomakomai zespół w składzie Z. Bródka, A. Wielgat, M. Bachanek zajął 10. miejsce).

## Rekordy życiowe
| Dystans   | Czas     | Miejsce i data                            |
| --------- | -------- | ----------------------------------------- |
| 100 m     | 10,53    | Harbin, 19 lutego 2009                    |
| 500 m     | 35,75    | Calgary 28 lutego 2015                    |
| 1000 m    | 1:07,87  | Calgary, 19 stycznia 2013                 |
| 1500 m    | 1:42,89  | Salt Lake City, 15 listopada 2013         |
| 3000 m    | 3:44,08  | Calgary, 28 lutego 2015                   |
| 5000 m    | 6:27,79  | Calgary, 7 marca 2015                     |
| 10.000 m  | 14:07,99 | Tomaszów Mazowiecki, 31 października 2021 |
| drużynowo | 3:41,16  | Salt Lake City, 8 grudnia 2017            |

## Nagrody i odznaczenia
- Plebiscyt Przeglądu Sportowego 2014 – 5. miejsce (10 stycznia 2015)[19]
- Wielka Honorowa Nagroda Sportowa 2014 – w kategorii „Zawodnik Roku” (17 grudnia 2014)[20]
- PKN Orlen Plebiscyt „Polacy z Werwą 2014” – w kategorii „Sport” (9 października 2014)[21][22]
- Odznaka Honorowa za Zasługi dla Województwa Łódzkiego (29 kwietnia 2014)[23]
- Tytuł Honorowego Obywatela Miasta Głowna (26 marca 2014)[24]
- Krzyż Kawalerski Orderu Odrodzenia Polski (26 marca 2014)[25][26]
- Tytuł Honorowego Obywatela Łowicza (19 lutego 2014)[27]
- 43. Plebiscyt na Najlepszego Sportowca Roku Województwa Łódzkiego 2013 – 1.miejsce (ex-equo)[28]
- Tytuł „Łowiczanina Roku 2013”[29]
- Plebiscyt „Najlepszy policjant i strażak województwa łódzkiego 2011” – nagroda w kategorii „Strażak, który osiągnął znaczące sukcesy sportowe” (7 grudnia 2011)[30]